# Roxie
Roxie é uma cidade  localizada no estado americano de Mississippi, no Condado de Franklin.

## Demografia
Segundo o censo americano de 2000, a sua população era de 569 habitantes.
Em 2006, foi estimada uma população de 554, um decréscimo de 15 (-2.6%).

## Geografia
De acordo com o United States Census Bureau tem uma área de
3,0 km², dos quais 3,0 km² cobertos por terra e 0,0 km² cobertos por água. Roxie localiza-se a aproximadamente 122 m acima do nível do mar.

## Localidades na vizinhança
O diagrama seguinte representa as localidades num raio de 32 km ao redor de Roxie.